# Cuore sacro
Cuore sacro ("corazón sagrado" en italiano) es una película italiana de 2005 dirigida por Ferzan Özpetek. En este largometraje, Lisa Gastoni regresa al cine a los setenta años de edad, después de haberlo abandonado en 1978, a los 43 años.

## Argumento
Una mujer de negocios, italiana, adicta al trabajo, Irene (Barbora Bobulova), experimenta la pérdida de dos amigos suyos, que se suicidan. Esta pérdida, combinada con su deseo de vender una parte de la propiedad, que incluye la vivienda de su excéntrica madre, termina enviándola en un viaje de transformación emocional y espiritual.

## Premios
Esta película ganó, en 2005, dos premios David di Donatello por "mejor actriz" (Barbora Bobulova) y "mejor diseño de producción" (Andrea Crisanti). 
En 2005 también ganó el premio Flaiano, incluyendo el "premio del público a la mejor actriz" (Barbora Bobulova), "mejor fotografía" (Gianfilippo Corticelli) y "mejor actriz de reparto" (Erika Blanc).

## Reparto
- Barbora Bobulova: Irene Ravelli
- Camille Dugay Comencini: Benny
- Lisa Gastoni: Eleonora Ravelli
- Massimo Poggio: padre Carras
- Gigi Angelillo: Aurelio
- Erika Blanc: María Clara Ravelli
- Andrea Di Stefano: Giancarlo
- Caterina Vertova: Angela Marchetti
- Stefano Santospago: Giorgio Marchetti
- Michela Cescon: Anna Maria
- Paolo Romano: Alberto
- Stefania Spugnini: Liliana
- Elisabetta Pozzi: Psicóloga